# چنار کری
چنار کری(انگلیسی platanus kerrii) درختی همیشه سبزبومی جنوب شرقی اسیا است.برگها بیضوی تا نیزه ای هستند.
میوه ها در سرهای کروی شکل می گیرند،که هر کدام بر روی یک دمبرگ بلند بدون سکو هستند.روی یک دمبرگ تا دوازدهسر وجود دارد.تفاوت 
چنار کری با دیگر گونه هااستوایی،داشتن برگهای بدون لوپ و در ساق برگ متفاوت است که جوانه زیر بغل را درقاعده محصور نمی کند.